# Dóra Molnár
Dóra Molnár (Budapest, 29 giugno 2006) è una nuotatrice ungherese.

## Biografia
Ha esordito a livello internazionale ai mondiali di nuoto 2022 all'età di 15 anni, classificandosi settima nei 200 metri dorso, quinta nella staffetta 4×200 metri stile libero e ottava nella staffetta 4×100 metri stile libero. Ai campionati europei di Roma del 2022 ha vinto due medaglie di bronzo, una nella staffetta 4×200 metri stile libero e l'altra nei 200 m dorso.
Nel 2024, agli europei di Belgrado, vince la medaglia d'oro nella 4x100 metri stile libero e nella 4x200 metri stile libero mista (pur scendendo in vasca in entrambi i casi solamente in batteria) e quella d'argento nei 200 metri dorso e nella staffetta 4x200 metri stile libero. Ai mondiali in vasca corta casalinghi di Budapest dello stesso anno conquista la medaglia d'argento nella 4x200 metri stile libero.

## Palmarès
- Mondiali in vasca corta

Budapest 2024: argento nella 4x200m sl.
- Europei

Roma 2022: bronzo nei 200m dorso e nella 4x200m sl.
Belgrado 2024: oro nella 4x100m sl e nella 4x200m sl mista, argento nei 200m dorso e nella 4x200m sl.
- Mondiali giovanili

Lima 2022: oro nei 100m dorso, nella 4x100m sl e nella 4x200m sl e nella 4x100m sl mista, argento nei 200m dorso.
- Europei giovanili

Roma 2021: bronzo nella 4x100m sl.
Otopeni 2022: oro nei 100m dorso, nei 200m dorso, nella 4x200m sl e nella 4x100m sl mista, argento nei 100m sl e nella 4x100m misti.
Belgrado 2023: oro nei 200m dorso, nella 4x200 sl e nella 4x100m sl mista, argento nella 4x100m sl, bronzo nei 100m sl.
Vilnius 2024: oro nella 4x200m sl, bronzo nei 200m sl e nei 200m dorso.